# Internacional Situacionista
La Internacional Situacionista (IS) era una organización revolucionaria de artistas e intelectuales (véase Situacionismo) cuyo principal objetivo era el de liquidar la sociedad de clases en tanto que sistema opresivo y el de combatir el sistema ideológico contemporáneo de la civilización occidental: la llamada dominación capitalista y la dictadura de la mercancía. La IS llegaba ideológicamente hablando a la mezcla de diferentes movimientos revolucionarios aparecidos desde el siglo XIX hasta sus días, notablemente del pensamiento marxista de Anton Pannekoek, Amadeo Bordiga de Rosa Luxemburgo, de Georg Lukács, del grupo Socialisme ou barbarie (Claude Lefort y Cornelius Castoriadis), así como del llamado Comunismo de Consejo o «Consejismo» propugnado por el ya mencionado Pannekoek y por Paul Mattick. Fundada en 1957, representa en sus inicios la voluntad de superar las tentativas revolucionarias de las vanguardias artísticas de la primera mitad del siglo XX: dadaísmo, surrealismo y letrismo.
Fundada en julio de 1957 en la Conferencia de Cosio di Arroscia, la Internacional situacionista nace de la fusión de varios movimientos vanguardistas (la Internacional letrista que había roto con el letrismo de Isidore Isou, el Movimiento Internacional por una Bauhaus Imaginista, el Comité Psicogeográfico de Londres y un grupo de pintores italianos). El documento fundacional, Rapport sur la construction de situations, fue redactado por Guy Debord en 1957. En dicho texto, Debord plantea la exigencia de «cambiar el mundo» y considera la posibilidad de superar todas las formas artísticas a través de «un empleo unitario de todos los medios en aras de cambiar la vida cotidiana». 
Uno de los principales objetivos de la Internacional situacionista consistía en realizar las promesas contenidas en el desarrollo del aparato de producción contemporáneo y la liberación de las condiciones históricas en aras de una reapropiación de la realidad en todos los aspectos de la vida. Superar el arte era su proyecto inicial. Los situacionistas criticaron y ridiculizaron el arte contemporáneo para demostrar la falsedad y la superficialidad de la cultura burguesa.
La Internacional situacionista se orientó de forma rápida hacia la crítica de La sociedad del espectáculo, o «sociedad espectacular-mercantil», acompañada de un deseo de revolución social. En 1962 se produjo la escisión entre «artistas» y «revolucionarios», quedando excluidos los artistas.
Del punto de vista organizativo, la IS conserva la postura marxista de partido teórico que representa el más alto nivel de la conciencia revolucionaria. La teorización de dicha postura se producirá de forma bastante tardía en la Définition Minimum des Organisations révolutionnaires (boletín IS nº11), adoptada por la séptima conferencia de la IS en 1967. Dicha postura se convierte en Francia en una de las referencias del consejismo después de los acontecimientos de Mayo de 1968.
La IS se autodisolvió en 1972 después de que Guy Debord publicase La verdadera escisión en la Internacional.

## Historia

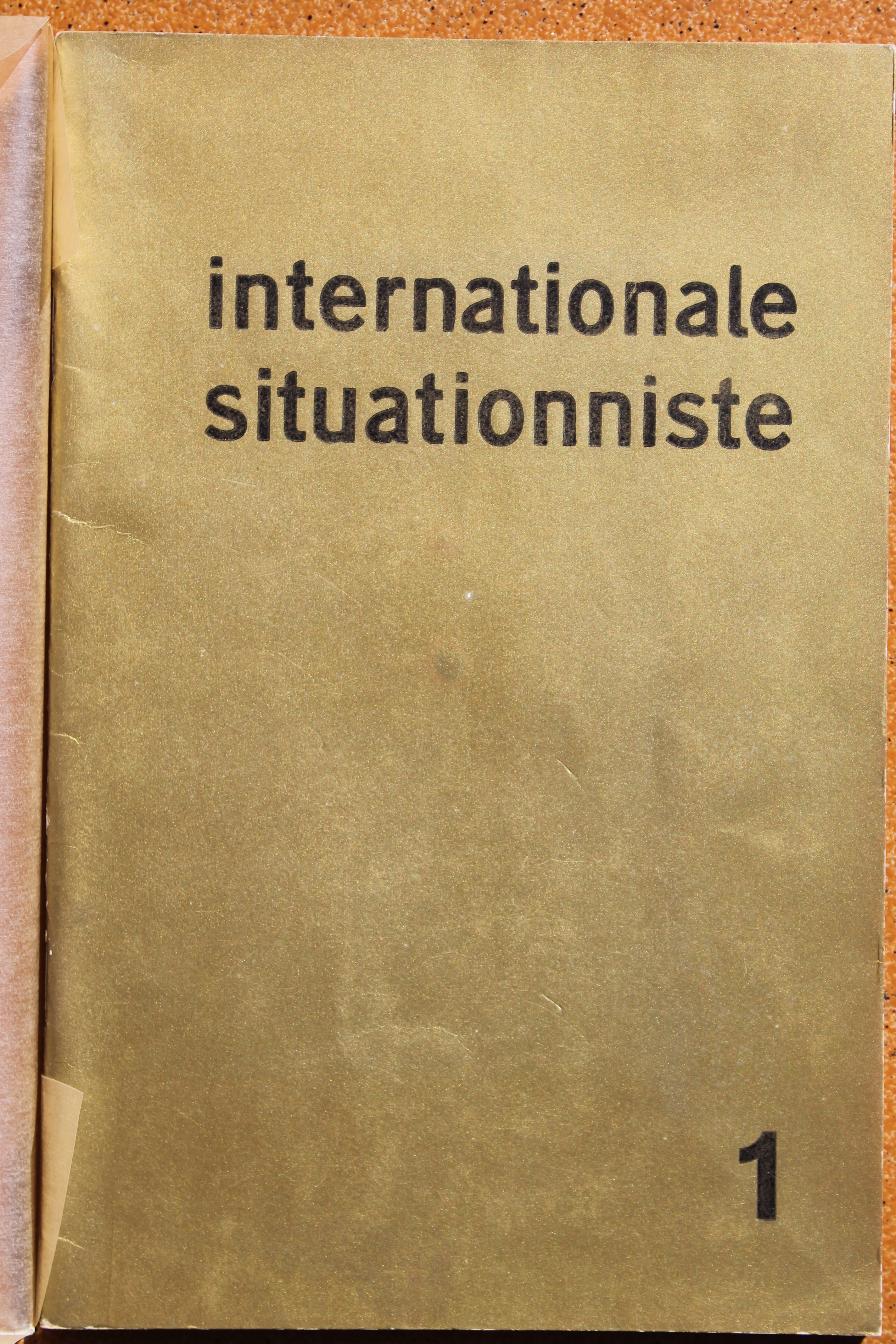
La sección francesa de la que formaba parte Guy Debord publicó doce números de la revista Internationale situationniste de 1958 a 1969.

Esta organización, creada formalmente en la localidad italiana de Cosio d'Arroscia el 28 de julio de 1957, nace en el seno de otro movimiento contestatario de los años 1950: la Internacional Letrista, a la cual los fundadores de la IS, notablemente Guy Debord (1931–1994) le reprochaban su ineficiencia. La IS es el producto de la fusión de una serie de grupos anteriores de artistas e intelectuales, como la Internacional Letrista, el Movimiento Internacional por un Bauhaus Imaginista (MIBI), el grupo CoBrA (del que formará parte Lubertus Jacobus Swaanswijk) y el Comité Psicogeográfico de Londres.
Junto a Debord participan otros exponentes situacionistas como Gianfranco Sanguinetti, Asger Jorn, Raoul Vaneigem, Constant Nieuwenhuys, Michèle Bernstein y otros. Después de un breve periodo exclusivamente consagrado en la búsqueda del superamiento del arte, los situacionistas se emplean en refundar una teoría revolucionaria del mundo moderno. Critican a la vez la sociedad espectacular-mercantil del Oeste y el capitalismo de Estado del Este. Cercanos durante algún tiempo al grupo Socialisme ou barbarie, grupo al cual participa Guy Debord en 1960-61 y del filósofo marxista Henri Lefebvre, los situacionistas se vuelven cada vez más críticos y sus acciones no paran de intensificarse a lo largo de los años 1960, a pesar de que rara vez sean más de una docena de miembros. Fruto del rechazo al arte y de la radicalización política, en 1962 se organiza una escisión, por iniciativa de siete miembros disidentes que querían seguir produciendo arte: Nash (hermano de Asger Jorn), Fazakerley, Thorsen, De Jong, Elde's Studio, Strid y Hans Peter Zimmer) la llamada Segunda Internacional Situacionista, que sin embargo no prosperará. Comúnmente se considera a la IS una de las principales impulsoras ideológicas de los acontecimientos sociales acaecidos en Francia en mayo de 1968.
Las únicas obras pictóricas de la Internacional situacionista son las pinturas industriales de Giuseppe Pinot-Gallizio y las peintures détournées de Asger Jorn.
Los situacionistas son favorables a la instauración de consejos obreros y desenvuelven un papel clave en la revuelta de Mayo del 68 participando en los combates callejeros y asociándose al grupo radical anarquista los Enragés (Iracundos) para ocupar la Sorbonne e impulsar el movimiento de huelga en las fábricas durante la jornada decisiva del 15 de mayo de 1968. Están presentes en el Consejo por el Mantenimiento de las Ocupaciones (CMDO).
Tras este éxito (10 millones de huelguistas "salvajes" en toda Francia), rápidamente frenado por la falta de influencia de los elementos más radicales sobre el movimiento obrero controlado por los sindicatos "estalinistas" que se dedicaron a salvar el régimen de De Gaulle (acuerdos de Grenelle), los situacionistas se refugian en Bélgica desde donde difunden el texto Enragés et situationnistes dans le mouvement des occupations, relato de sus acciones durante esa gran revuelta. Debord rechazó tomar la posición de jefe y pronto puso fin a la Internacional situacionista justo en el momento que alcanzaba su mayor grado de fama y cuando decenas de "revolucionarios" pasivos e idealistas, llamados despectivamente "pro-situs" por Debord, seducidos por el prestigio de la I.S., buscaban enrolarse en sus filas. Debord aprovechó ese momento para explicar con claridad la necesidad imperiosa de acabar con la I.S. en un texto fundamental para comprender las particularidades de los situacionistas: La Véritable scission dans l'Internationale Situationniste, publicado en abril de 1972.

## Bibliografía

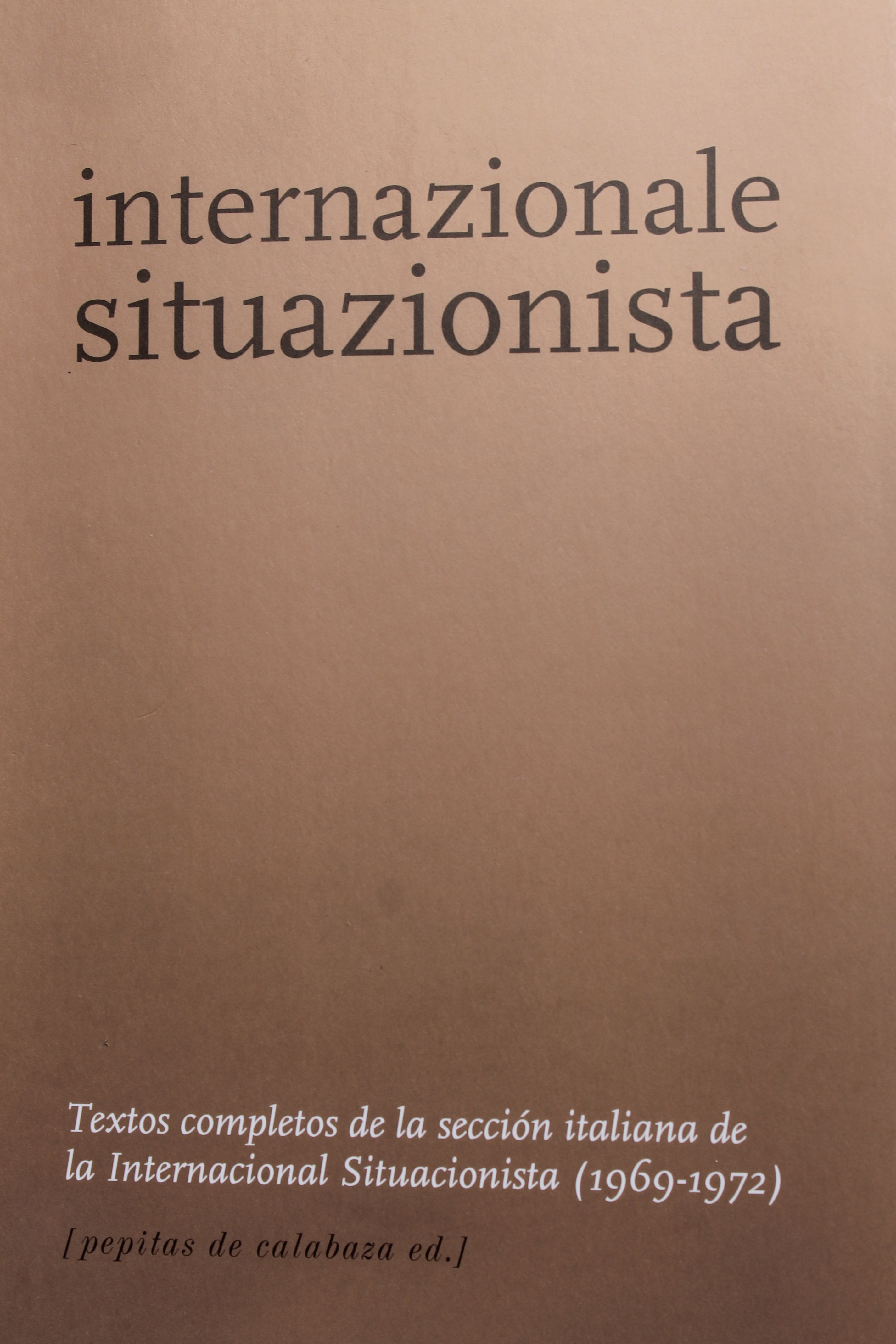
Internazionale situazionista (Pepitas de calabaza)